# Kayh
Die ehemalige Gemeinde Kayh ist durch die Gemeindereform in Baden-Württemberg seit 1971 einer von heute acht Stadtteilen Herrenbergs.

## Geographie
Kayh liegt im Korngäu am Rand des Schönbuchs, etwa vier Kilometer südöstlich vom Stadtzentrum Herrenbergs gelegen, nahe der Autobahn A 81 Stuttgart–Singen.

## Geschichte
Kayh wurde schon im 12. Jahrhundert (um 1190) als Gehai (Ort an dem Holz geschlagen wird) erwähnt. Damals spielte der Weinbau eine entscheidende Rolle, der auch zu Wohlstand führte. Dieser wurde jedoch vom Obstbau verdrängt. Obstbaulich bedeutend liegt der Ort in einer der größten zusammenhängenden Streuobstlandschaften Europas. Heute werden vor allem Zwetschgen, Kirschen sowie Kernobst zur Saftgewinnung und Herstellung von Obstbränden angebaut.
Am 1. Dezember 1971 wurde Kayh nach Herrenberg eingemeindet.